# پارامتر مکان
اگر بتوانیم یک خانواده از توزیع‌های احتمالی را به کمک پارامتر k به شکل زیر بنویسیم:
{\displaystyle f_{k}(x)=f(x-k)\!}
آنگاه پارامتر k را پارامتر مکان گوییم.